# 新型コロナウイルス感染拡大による東京オリンピック・パラリンピックへの影響

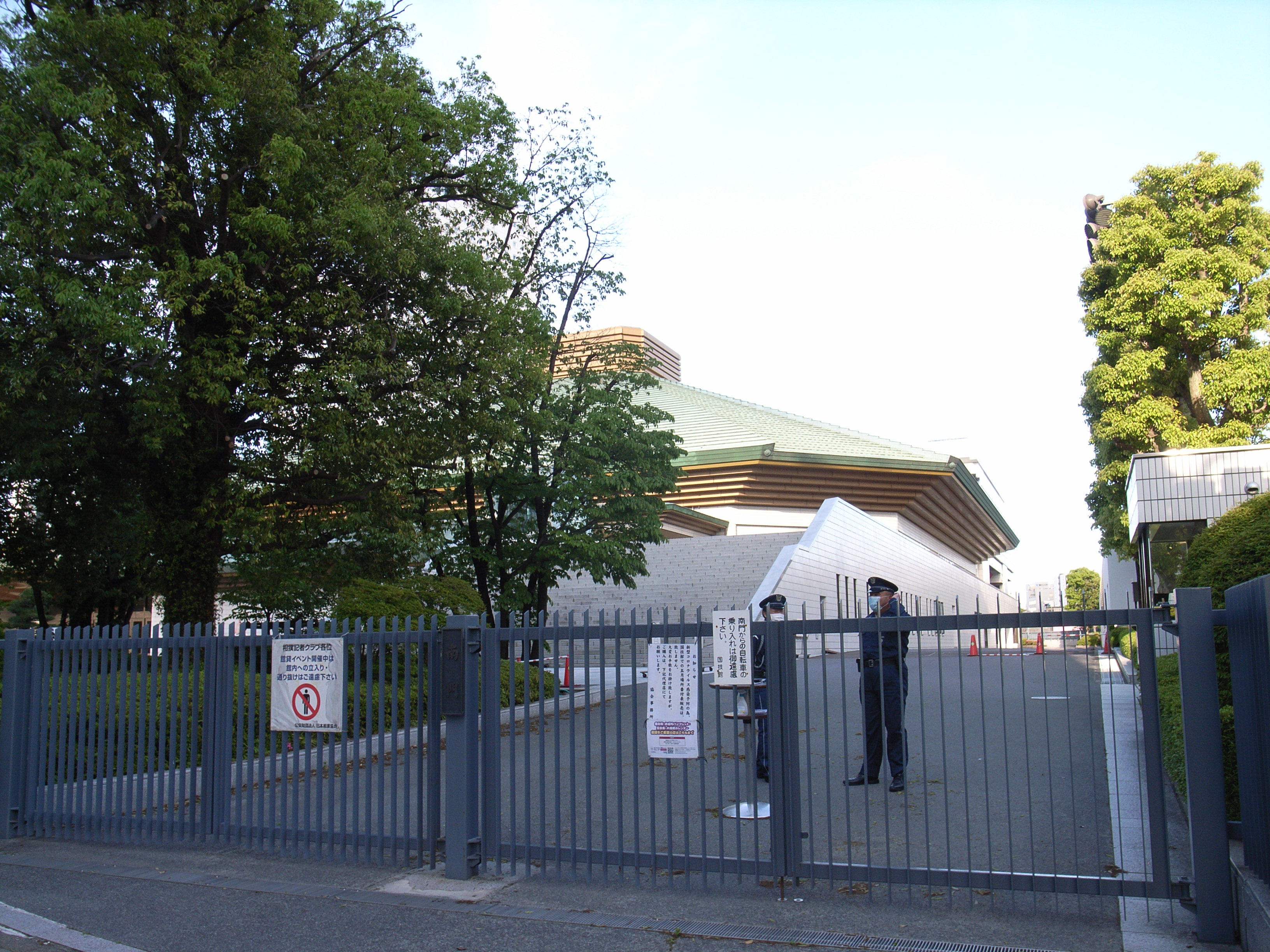
東京オリンピックのボクシング競技会場となる国技館（2020年5月）

2021年に開催された東京オリンピック・パラリンピックは、もともと2020年（令和2年）の7月24日から8月9日と8月25日から9月6日にかけてそれぞれ開催される予定だった。新型コロナウイルス感染症（COVID-19）の世界的流行により、2020年3月24日、日本の首相・安倍晋三と国際オリンピック委員会（IOC）会長のトーマス・バッハが電話会談を行い、1年程度日程を延期して2021年夏までに開催することに合意し、直後に実施されたIOC理事会で決定した。
2020年3月30日、IOCと大会組織委員会、東京都、日本政府は、オリンピックの日程を2021年（令和3年）7月23日から8月8日、パラリンピックについても同年8月24日から9月5日に開催することで合意した。開催の延期は近代オリンピック史上初めてのことである。

## 大会延期の決定まで

### 感染症の流行
2020年1月、新型コロナウイルス感染症（COVID-19）の発生により大会の競技者や訪問者が受ける潜在的な影響について懸念が持ち上がった。その近年の大会でも国際オリンピック委員会（IOC）は感染症の脅威に対処していたが、2016年リオデジャネイロオリンピック時のジカ熱の場合と異なり、SARSコロナウイルス2（SARS-CoV-2）はヒトから直接感染する可能性があり、また2010年バンクーバーオリンピック時の新型インフルエンザの場合と比べ、COVID-19の致死率は高く、有効なワクチンも2020年12月まで承認されたものは無かった。
IOC委員のディック・パウンドは、2020年2月に「開催の可否は2020年5月までに決まる」と発言し、その後の会見で「1年延期」の可能性があると言及している。IOCは2020年3月17日に臨時の理事会を開き、東京大会について予定通りの開催に向けて準備を進める考えを示したが、2日後の19日にはIOCのトーマス・バッハ会長が米ニューヨーク・タイムズの取材に対して「もちろん違うシナリオは検討している」と述べた。

### 開催1年延期の決定
2020年3月24日夜（日本時間）、日本の首相である安倍晋三は首相公邸にて、IOC会長のトーマス・バッハとオリンピックの開催延期について電話会談した。安倍は2021年の開催を提案し、バッハがこれに理解を示した。また、会談に同席した東京都知事の小池百合子は、その後の記者会見で、大会名称は「TOKYO 2020」のまま変更がないことも確認されたと発言した。これらの直後に実施されたIOC理事会で延期が決定した。
開催時期については猛暑を避けて春季に開催する案も出ていた。春季開催は大型スポーツイベントとのバッティングが少なく、当初懸念されていた猛暑の問題も解決できるとされた。しかし感染症終息までの期間や予選日程などを考慮し、当初の日程をほぼ1年スライドさせる7月の開催で最終調整が行われた。なお一部では当初の日程をほぼ2年スライドさせた2022年（令和4年）夏に開催する案も出ていた。
2020年3月30日、大会組織委員会、IOC、東京都、日本政府は2021年7月23日に東京大会を開会することで合意した。延期は近代オリンピック史上初で、奇数年に開催されるのも初めてのことである。

## 選手と競技

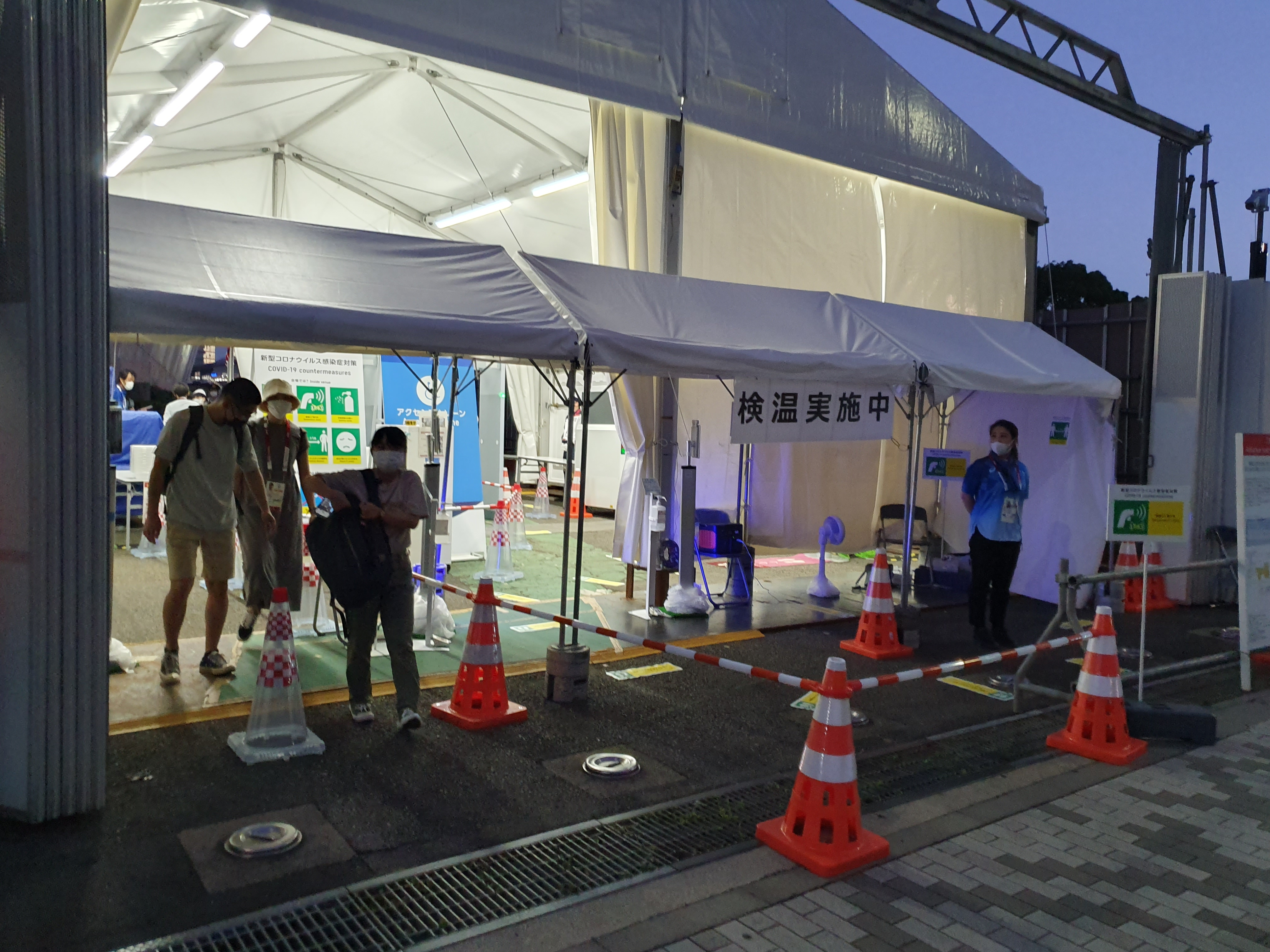
テニス会場前の検温、感染症対策

- 延期後の開催期間と重なる2021年7月15日から7月25日には、アメリカ・バーミングハムでIOC後援国際総合競技大会・ワールドゲームズ2021の開催も予定されていた。東京オリンピックでも実施されるソフトボール、空手、スポーツクライミングが競技・種目構成に含まれていた。ワールドゲームズ2021は2022年7月7日から17日開催に延期された[18]。東京オリンピックと異なり、呼称もワールドゲームズ2022に変更となった。
- また、2021年世界陸上競技選手権大会（2021年8月6日-8月15日）や2021年世界水泳選手権（2021年7月16日-8月1日）も、大会日程が延期後の開催期間と重なることから、それぞれ約1年延期され、呼称も2022年世界陸上競技選手権大会（2022年7月15日-7月24日）2022年世界水泳選手権（2022年5月13日-5月29日）に変更された。
- 2024年パリオリンピックの追加種目に内定しているスケートボード、サーフィン、スポーツクライミングについて東京オリンピックでの実施状況を見て2020年12月のIOC理事会で最終決定する予定だった。最終決定の締切はオリンピック憲章によれば2021年7月である。
- 延期決定以前はオリンピックにおけるボクシング競技やその国際競技連盟であり資格停止中のAIBAの将来について東京オリンピック終了後にIOCで決定する計画であった。

## 聖火リレー
聖火の採火式は2020年3月12日にギリシャのオリンピアで行われたが、1984年ロサンゼルス大会以来の無観客で実施された。ギリシャ国内で予定されていたリレーは、翌13日の途中から中止となった。
同月日本に到着した聖火は国内リレーに先立ち宮城、岩手、福島で「復興の火」として展示されたが、その最終日を前に大会の延期が決定。2020年3月26日に予定されていたリレーのグランドスタートが凍結された。聖火は日本に残り、2020年9月から日本オリンピックミュージアムにて展示され、11月からは14道府県の73市町村で巡回展示されることとなった。

## 経費
2020年12月、東京2020大会の延期と感染症対策にかかる追加費用2940億円のうち、東京都が1200億円、大会組織委員会 (TOCOG) が1030億円、国が710億円を負担することで合意した。大会経費は感染症流行前の試算から22%増の1兆6440億円となった。

### 経済損失
東京大会が1年延期された場合の経済効果の損失は6408億円に上るという推計が大学の専門家から出された。中止となった場合は、大会の運営費や観客の消費支出が失われるなど、4兆5151億円の経済損失があると推計された。

## 延期決定後
- 2020年6月4日、日本政府や東京都が、大会時の感染予防策として、選手を含む大会関係者や観客へのPCR検査の実施や、観客の削減や開閉会式の簡素化など、運営方式の簡素化などを検討している事が発表された[25]。同時に、開幕1年前の大規模イベントを見送る方針であることも発表された[26]。

- 2020年9月7日、IOC副会長のジョン・ダウリング・コーツは感染症の流行状況に関わらず、予定通り大会を開催すると語った[27]。しかし、9月9日、IOC会長のバッハはコーツの発言について「文脈をみなければならない」とし、「コーツ氏は全ての参加者にとって安全安心な環境で大会を行うという原則で取り組んでいる」と述べ「大会に関わる全ての人にとって安全安心な環境で実現する」とする従来の見解を改めて強調した[28]。

- 2021年1月16日、海外メディアが東京オリンピック・パラリンピックの中止に相次いで言及していると報道された。米ブルームバーグ通信と米有力紙ニューヨーク・タイムズは15日、「第二次世界大戦以来、最初の中止となる可能性がある」と報じた。また、日本国内に緊急事態宣言が発出された1月7日にはAP通信が「ウイルスの急速な広がりが五輪の計画を危うくしている」と報じていることなどを挙げ、「中止や再延期を否定するIOC、政府、組織委と国内世論との温度差を指摘する報道が目立っている」とした[29][30]。
- 2021年1月21日、世界最古の日刊新聞である英タイムズ紙は、日本政府が新型コロナウイルスの感染拡大で、東京五輪・パラリンピックを中止せざるをえないと非公式に結論づけたと報じた。また、「現在の焦点は次に開催枠が空いている2032年の五輪大会を確保することにある」とも報じている。しかしながら、これら一連の報道に対し、坂井学官房副長官は22日の記者会見で「そのような事実がないということをきっちり否定させていただきたい」と強調し、タイムズの報道を否定した。また、オーストラリアと米国の五輪委員会は22日、予定通り五輪の準備を進めていると表明し、米オリンピック・パラリンピック委員会は「五輪が予定通りに実施されないとの情報は受け取っていない」とTwitterで表明した[31][32][33]。
- 2021年2月2日、東京五輪組織委員会の森喜朗会長は、今夏の開催について「私たちはコロナがどういう形であろうと必ずやる」と明言し、さらに「一番大きな問題は世論とコロナ」「やるか、やらないか、という議論ではなく、どうやるか」などと語った。これに対し、オーストラリアのen:News.com.auは「五輪組織委員会が、東京に巨大な中指をおっ立ててみせた」と報じ[34]、フランスのAFP通信も「大会を開催するという絶対的な決意表明の協調努力は、日本の人々に対する顔面への平手打ちだ。」と報道するなど、海外メディアが大きくかみついた[35]。
- 2021年4月6日、朝鮮民主主義人民共和国（北朝鮮）体育省は「新型コロナウイルスによる世界的な保健の危機状況から選手たちを守るため」を理由として、大会への参加を断念することを発表した[36]。IOCには北朝鮮が大会出場を取り止める正式な通知が届いていないとして、体育省に対し、事実確認を含む話し合いを模索してきたが、「（北朝鮮が獲得している）出場枠の再振り分けを行うタイムリミットが来ている」として、同年6月8日に不参加を事実上容認することを発表した。その他の国は予定通り参加したため、新型コロナウイルスを理由とした不参加を表明した唯一のケースになった。なお、北朝鮮が夏季五輪不参加となるのは1988年のソウルオリンピック以来である[37][38]。
- 2021年5月28日、4月以降にオリンピック・パラリンピックの大会関係者や選手らが入国し、そのうち87%にあたる1432人は政府が入国者に求める2週間の待機を免除したことが判明した。通常の入国者は自宅や宿泊施設で2週間待機する事が必要だが、選手やコーチ、審判などの大会関係者は、待機期間を短縮する例外措置が適用される[39]。

- 2021年5月25日、公衆衛生専門家らによる「緊急提言、五輪参加者をコロナから守るためのリスク管理」と題する論文が世界的な医学雑誌ニューイングランド・ジャーナル・オブ・メディシンのウェブ版に掲載された[40]。この論文では、「国際オリンピック委員会（IOC）の開催決意は最善の科学的根拠に欠ける」と断じ、IOCのコロナ対策指針（プレーブック）と本来取るべき方策とが比較された[41]。なお、丸川珠代五輪担当大臣は「論文ではアスリートへの検査頻度が明確ではないとしているが、プレーブックにはアスリートに原則として毎日検査することが明示してある」などとして反論したが[42]、同論文で推奨しているのは「毎日の検査」ではなく「毎日のPCR検査」である。

- 政府の新型コロナウイルス感染症対策分科会の尾身茂会長は「今の状況で（大会開催を）やるのは普通はないわけだ。パンデミック（世界的大流行）の状況でやるのであれば、開催規模をできるだけ小さくして管理体制をできるだけ強化するのは主催者の義務だ」と述べた[43]。感染症対策の専門家らが五輪に関して発言を強めることに、政権幹部は「現場を知らない作文だ」などとしていら立ちを見せている[44]。
- 2021年6月18日、オリンピック・パラリンピックと感染拡大のリスク評価に関して、新型コロナウイルス感染症対策分科会の尾身茂会長などの専門家が提言をまとめ、大会組織委員会の橋本会長と西村経済再生担当大臣に提出した[45]。無観客での開催が、感染拡大のリスクが最も低く「望ましい」としている[46]。
- 2021年6月23日、選手村の村長を務める川淵三郎はインタビューで「（オリンピックを）返上すれば、『日本人は意気地がない、気概がないのか』と、世界から蔑視される可能性がある。国を挙げた努力もしなかったという汚名が何十年、百年以上残る。」と、開催に消極的な国内世論を批判した[47]。

### 観客の有無

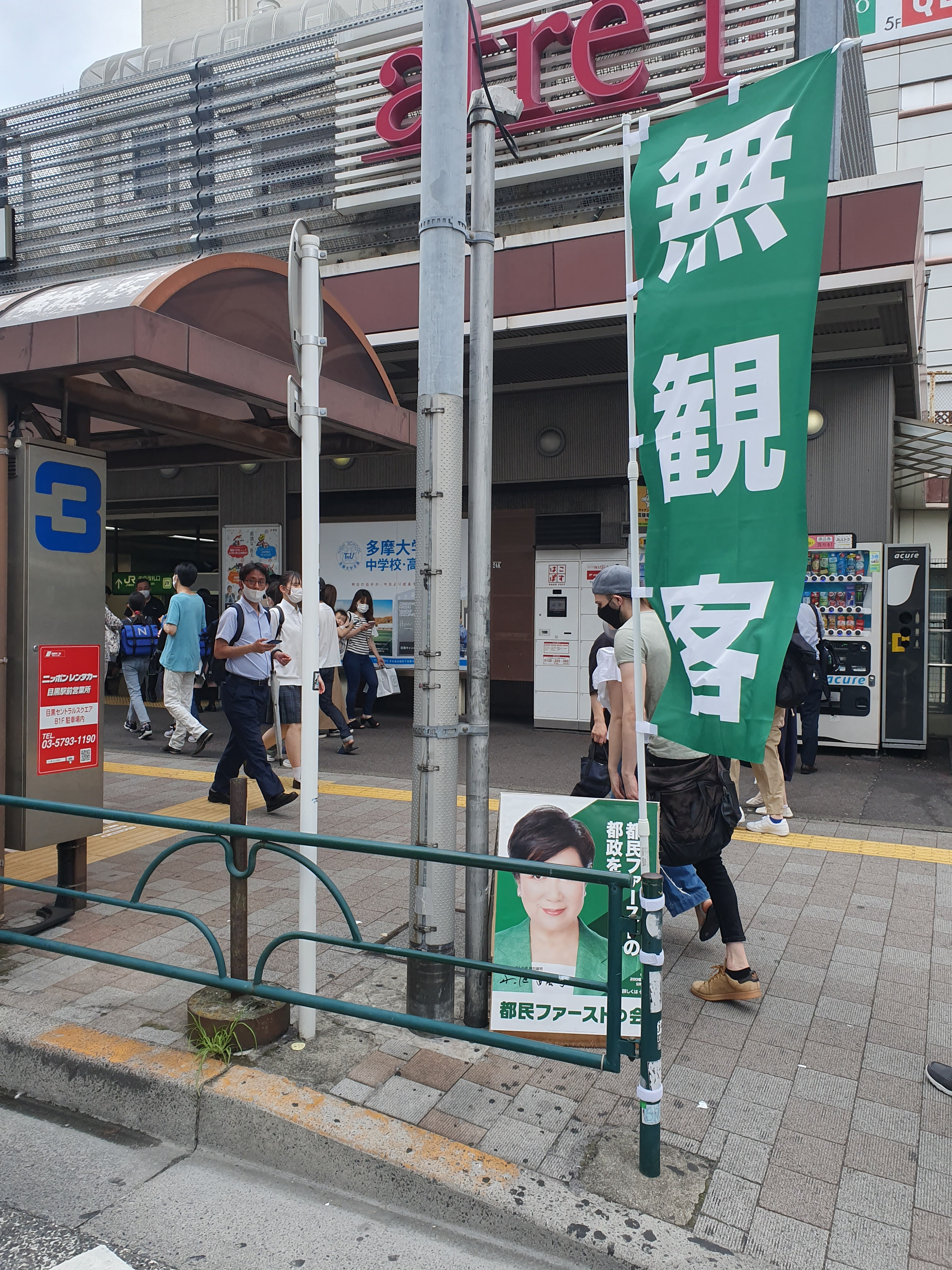
「無観客」選挙旗、2021年6月27日

東京オリンピックは、大会の根幹とも言える観客の扱いが開幕直前になって二転三転する異例の事態となった。
2021年3月20日、5者協議を行い、日本側が「世界のコロナ禍の状況を考慮して海外観客の日本への受け入れは断念する」ことを、国際オリンピック委員会（IOC）と国際パラリンピック委員会（IPC）に伝えた。海外客受入断念による経済的打撃は大きく、2360億円の損失になるとの試算も発表されている。
5者は6月下旬の会議で、緊急事態宣言が出るか蔓延防止等重点措置が延長された場合には、「無観客も含めた対応を基本とする」と合意したものの、観客を入れるか否かの最終的な判断は先送りとした。
7月に入っても観客の有無すら決まらない状態であった。観客数の上限は6月21日の5者協議で、政府方針に合わせて「最大1万人」と決定したはずだった。上限を超える枚数を販売した時間帯ではチケットを再抽選し、6日未明に結果を通知するはずだったが、無観客を推す意見が高まったことで、抽選結果の発表を先送りする可能性も浮上している。7月上旬まで関係者内では、複数のシナリオが検討されており、あくまで観客を入れる案が基本線であった。
2021年7月8日、1都3県の会場では無観客と5者会議で決定した。政府や東京都、組織委員会がギリギリまで模索した「有観客」の可能性は、混乱のうちに潰えた。この時点では1都3県に含まれない、宮城・福島・静岡・北海道の会場では観客を入れると決定していた。茨城県についても1都3県に隣接していることから観戦客を入れるのは困難だとし、一般客の入場を断念し、学校連携プログラムで参加を希望している一部の県内学校のみの受け入れとなった。しかし、翌9日には組織委員会は一転して、北海道での競技も無観客で開催すると発表した。北海道は組織委員会に対して、1都3県の住民が観戦しないように求めていたが、組織委から実効性を担保する対策は示されなかった。知事の鈴木直道は「道民の安全・安心を最優先した」と方針転換の理由を話した。さらに翌10日には、組織委員会は福島県での競技も無観客で開催すると発表した。
2021年8月16日、東京オリンピック終了後までペンディングにされていた東京パラリンピックの観客の扱いについて政府・東京都・組織委員会・IPCの4者による協議が行われ、競技の全会場を無観客とすることが決まった。
無観客開催で警備費が縮減され、来日する大会関係者を絞ることで宿泊・輸送費を減らすなどの簡素化に努めたことから、292億円減額された。負担の内訳は組織委が6404億円、東京都が5965億円、国が1869億円。

### ワクチン
もともと、東京大会はCOVID-19ワクチンを接種することを前提とせず準備を進めている。2021年2月には丸川珠代五輪担当相が「ワクチン接種を前提としなくても安全安心な大会を開催できるよう、総合的な感染症対策の検討を進めている」と答弁し、大会組織委員会も同様の立場を強調してきた。
オリンピック・パラリンピックに出場する日本選手に優先接種するかについても、4月9日時点では、丸川珠代・橋本聖子ともに「全く検討していない、これから先も検討と行う予定はない」と否定していた。
6月1日には、日本選手団への新型コロナウイルスのワクチン接種が本格的に始まった。国内では「優先接種」との批判の声も上がり、選手らは困惑していた。記者会見では、報道陣に対してワクチンに関して選手に質問しないように要請する競技団体もあった。
大会のボランティア7万人にCOVID-19ワクチンを接種することが決まった。しかし、モデルナ社製のワクチンの1回目の接種が始まるのは6月30日からであり、多くの人は2回の接種を経て十分な免疫を得るのが大会期間に間に合わない。この点を指摘された丸川珠代は、「そもそもが、ワクチン接種を前提としない中で安全な大会を運営できるよう準備を進めてきた。1回目の接種でまず1次的な免疫を付けてもらうということ」と説明した。厚生労働省のホームページにはモデルナ社・ファイザー社のワクチンとも「2回の接種が必要」と明記していて、「一次的な免疫」ができるなどという記述はない。

### 感染対策
2021年7月19日の野党ヒアリングにおいて、大会組織委員会が東京五輪で来日した大会関係者やメディア関係者に対し、入国後の隔離期間中であっても「15分以内の外出は許可する」との案内板を宿泊先に出していたことを政府は認めた。宿泊先の案内板には「入国から14日間経過していないので、外出簿に『ルームナンバー、出発時間』を記載してください。15分以内に戻るようにお願いします」と記載されている。
東京オリンピック・パラリンピック選手等の感染対策として、東京医科歯科大学医学部附属病院を「東京オリンピック・パラリンピック指定病院」とした。

### 東京都の感染拡大と開催
7月15日に開かれた都のモニタリング会議では、「新規感染者の増加が今のペースで続けば、五輪閉幕直後の8月11日には1週間平均の感染者数が約2400人に達する」との試算が示された。だが、政府高官は「それくらいなら大丈夫。中止はない」と気に留めなかった。さらに翌週の7月22日のモニタリング会議では、「新規感染者の増加が今のペースで続いた場合、2週間後の8月3日には1週間平均の感染者数が約2600人に達し、2週間を待たずに第3波をはるかに超える危機的な感染状況になる」と強い懸念が示された。首相はどのような感染状況になれば中止を検討するのかといった、オリンピック開催に関する明確な判断基準を記者会見などで示していない。
複数の政府関係者や閣僚は、3度目の緊急事態宣言（2021年4月25日〜）の際に五輪の中止を進言したが、首相は取り合わなかったと証言している。首相は孤立を深め、首相に直言する人はほとんどいなくなった。

## オリンピック開始後
東京オリンピックは2021年7月21日に競技が開始された。7月23日には開会式が無観客で実施された。
新型コロナウイルスの感染が、首都圏を中心に全国的に拡大傾向が続く中での開幕となり、大会期間中の2021年8月4日に茨城県で290人、5日に東京都で5,042人、埼玉県で1,235人、6日に神奈川県で2,082人、千葉県で1,057人とそれぞれ各開催都県において、過去最多の感染者数を記録。全国でも同月5日に過去最多となる15,192人の感染者が確認される事態となり、日本政府は7月30日に開催都道県では既に緊急事態宣言が発令されている東京都に加え、8月2日から埼玉県と千葉県、神奈川県も対象地域を追加することや北海道にもまん延防止等重点措置を適用すること、8月5日に同月8日から福島県と茨城県、静岡県にも同重点措置の対象地域に追加することをそれぞれ決定した。この措置は8月31日まで適用されるため、東京オリンピックに加え、東京パラリンピックについても緊急事態宣言下で開幕することになった。

### 感染対策、プレーブック
7月23日の開会式では、一部の国の選手団が入場行進の際にマスクを着用しなかった。大会組織委員会は、個別に注意しないことを明らかにしたが、IOCは「露骨な場合は何らかの措置を講じる」との警告を発した。プレーブック（規則集）では、マスクの常時着用を選手や大会関係者らに対して求めている。
また、7月24日には、JOCの会長の山下泰裕もマスクをせずに関係者と話しているのが確認された。プレーブックに違反するこの行為について、組織委は「どう対処したか把握していない」として説明を拒んだ。
7月25日、IOCは新型コロナウイルス感染防止策の一部を緩和し、表彰台において、時間制限付きでマスクを外しての写真撮影やマスク着用での集合写真を認めることを発表し、即日適用された。
7月27日の深夜、ジョージア代表の柔道選手が東京タワー周辺を観光していたことを同月29日付の日刊ゲンダイが報じた。その後、大会組織委員会は同月31日に選手村から観光目的で無断外出したとして、大会関係者2人の大会参加資格証を剥奪したことを発表した。所属国などの詳細は明らかにしなかったが、同日にジョージア・オリンピック委員会の広報担当が資格を剥奪されたのが同国の柔道男子選手2人であることを明らかにしたため、この報道を事実上認める形となった。なお、資格を剥奪された選手2人は発表時点で既に日本を出国している。また、この2人は大会において、銀メダルを獲得しているが、大会組織委員会はメダルについての剥奪処分は行わないとしている。

## オリンピック・パラリンピック終了後
- 東京都知事の小池百合子は2021年9月10日の定例記者会見で「東京オリンピック・パラリンピックの開催が新型コロナウイルスの感染爆発につながるというのは結果的になかった」と大会終了時点での認識を示した[94]。また、その上で「オリ・パラの開催が感染を増やすと言っていた方はエビデンス（根拠）を示していただきたい」と強気の攻勢で語った[95]。